# Triaenodes delicatus
Triaenodes delicatus är en nattsländeart som beskrevs av Luisa Eugenia Navas 1924. Triaenodes delicatus ingår i släktet Triaenodes och familjen långhornssländor. Inga underarter finns listade i Catalogue of Life.